# Tristan Schoolkate
Tristan Schoolkate (Perth, 26 febbraio 2001) è un tennista australiano.
Ha vinto alcuni titoli Challenger in singolare e in doppio e i suoi migliori ranking ATP sono il 97º in singolare nell'agosto 2025 e il 120° posto in doppio nel gennaio dello stesso anno.
Al suo esordio in una prova del Grande Slam, ha raggiunto il secondo turno in doppio all'Australian Open 2022. Si è spinto fino al secondo turno anche all'esordio in singolare, avvenuto agli US Open 2024. Ha perso una finale nel circuito maggiore nel torneo di doppio del Los Cabos Open 2025.

## Statistiche
Aggiornate all'8 agosto 2025.

### Doppio

#### Sconfitte in finale (1)
| Legenda              |
| -------------------- |
| Grand Slam (0)       |
| ATP Finals (0)       |
| ATP Masters 1000 (0) |
| ATP Tour 500 (0)     |
| ATP Tour 250 (1)     |

| N. | Data           | Torneo                       | Superficie | Compagno      | Avversari in finale     | Punteggio   |
| 1. | 19 luglio 2025 | Los Cabos Open, Cabo del Mar | Cemento    | Blake Bayldon | James Tracy Robert Cash | 6(4)-7, 4-6 |

### Tornei Challenger

#### Singolare

##### Vittorie (3)
| N. | Data          | Torneo                             | Superficie | Avversario in finale  | Punteggio        |
| 1. | Maggio 2024   | ATP Challenger Guangzhou, Canton   | Cemento    | Adam Walton           | 6-3, 3-6, 6-3    |
| 2. | Febbraio 2025 | Queensland International, Brisbane | Cemento    | Marek Gengel          | 7-6(3), 7-6(4)   |
| 3. | Giugno 2025   | Ilkley Open, Ilkley                | Erba       | Jack Pinnington Jones | 6(8)-7, 6-4, 6-3 |

#### Doppio

##### Vittorie (6)
| N. | Data           | Torneo                                     | Superficie | Compagno     | Avversari in finale                | Punteggio           |
| 1. | Ottobre 2022   | NSW Open, Sydney                           | Cemento    | Blake Ellis  | Ajeet Rai Yuta Shimizu             | 4-6, 7-5, [11-9]    |
| 2. | Luglio 2023    | Cranbrook Tennis Classic, Bloomfield Hills | Cemento    | Adam Walton  | Blake Ellis Calum Puttergill       | 7-5, 6-3            |
| 3. | Febbraio 2024  | Pune Challenger, Pune                      | Cemento    | Adam Walton  | Dan Added Chung Yun-seong          | 7-6(4), 7-5         |
| 4. | Maggio 2024    | ATP Challenger Guangzhou, Canton           | Cemento    | Blake Ellis  | Nam Ji-sung Patrik Niklas-Salminen | 6-2, 6(4)-7, [10-4] |
| 5. | Settembre 2024 | LTP Men's Open, Charleston                 | Cemento    | Luke Saville | Calum Puttergill Dane Sweeny       | 6(3)-7, 6-1, [10-3] |
| 6. | Settembre 2024 | Tiburon Challenger, Tiburon                | Cemento    | Luke Saville | Patrick Kypson Eliot Spizzirri     | 6-4, 6-2            |